# Campoli Appennino
Campoli Appennino é uma comuna italiana da região do Lácio, província de Frosinone, com cerca de 1.804 habitantes. Estende-se por uma área de 33 km², tendo uma densidade populacional de 55 hab/km². Faz fronteira com Alvito, Broccostella, Pescasseroli (AQ), Pescosolido, Posta Fibreno, Sora, Villavallelonga (AQ).

## Demografia
| Variação demográfica do município entre 1861 e 2011                               |
|                                                                                   |
| Fonte: Istituto Nazionale di Statistica (ISTAT) - Elaboração gráfica da Wikipedia |